# إدوارد فانزفيرين
إدوارد فانزفيرين (بالفرنسية: Édouard Vanzeveren) (27 أبريل 1905 – 12 مايو 1948) هو سبّاح فرنسي راحل، مثّل بلاده في الألعاب الأولمبية الصيفية 1924.

## روابط خارجية
إدوارد فانزفيرين على موقع الاتحاد الدولي للسباحة (الإنجليزية)
- إدوارد فانزفيرين على موقع اللجنة الأولمبية الدولية (الإنجليزية)
- إدوارد فانزفيرين على موقع أوليمبيديا (الإنجليزية)